# Агенти Шилда
Агенти Шилда (енгл. Agents of S.H.I.E.L.D.) је америчка телевизијска серија направљена за канал ABC од стране Џ, Џеда Видона и Морисе Танчароен, базирана на организацији Шилд од Марвела, замишљеној агенцији за очување мира и шпијуна у свету суперхероја. Постављена је у Марвелов филмски универзум где дели континуитет са филмовима и телевизијским серијама франшизе.
Серија се фокусира на лика Фила Колсона, са Кларк Грегом који репризира улогу из филмова, и са његовим тимом агената Шилда, који се морају суочити са мноштво случајева и непријатеља, укључујући Хидру и суперхероје. Џос Видон је почео да ради на Шилд серији након успеха његовог филма Осветници, и у октобру 2012. најављено је да ће Кларк Грег репризирати своју улогу. Серију је купио канал ABC 2013. године.
Прва сезона оригинално се емитовала од 24. септембра 2013. до 13. маја 2014, док се друга сезона емитовала од 23. септембра 2014. до 12. маја 2015. Трећа сезона емитовала се од 29. септембра 2015. и завршила се 17, маја 2016, и четврта сезона се емитовала од 20. септембра 2016. до 16. маја 2017. Пета сезона серије Агенти Шилда емитовала се од 1. децембра 2017. до 18. маја 2018. Након почетка прве сезоне са високом гледаношћу и миксованим оценама критичара, серији је почела да пада гледаност али су оцене постајале веће. Након тога је уследила мања али ипак добра гледаност, и веће оцене за сваку наредну сезону.
У Србији серија је емитује на каналу Фокс, локализована на српски језик.

## Радња
Прва сезона серије прати агента Филипа Фила Колсона и тим агената који је он формирао како би истраживали паранормалне појаве широм света. Окосница прве сезоне су Пројекат Стонога (у блиској спрези са радњом филма Ајронмен 3) и шпијун унутар редова Шилда који себе назива Видовњак (енгл. The Clairvoyant) што открива паралелну организацију унутар агенције, која се зове Хидра (радња филма Капетан Америка: Зимски војник). Другу сезону доноси пад Шилда и нестанак директора агенције Ника Фјурија, те његове дужности преузима Кулсон радећи испод радара. Тим трага за појачаним људима (Inhumans), који имају неке врсте супермоћи док деветнаеста епизода сезоне директно најављује филм Осветници: Ера Алтрона.
Током треће сезоне Кулсон настоји да састави свој тим Тајних ратника из редова појачаних. Хидра успева да врати свог древног лидера, оца свих појачаних људи, Хајва. Након што поразе Хајва, Шилд се враћа на светску сцену као регуларна организација након што потпише Соковијски протокол. Ипак, те промене у сезони 4 изазивају повратак Кулсона на терен и новог директора агенције. Четврта сезона састављена је од три целине: Гоуст Рајдер, која се односи на Робија Рејеса; ЛМД, што је скраћеница за Life Model Decoy, клонове које су створили др Холден Редклиф и Лео Фиц; и Агенти Хидре, што представља боравак агената у паралелној стварности где их одводи АИДА, ЛМД Холдена Редклифа који жели да стекне људске особине. Већ од четврте сезоне серија одступа од радње већег дела Марвеловог филмског универзума и не садржи никакве референце на Осветнике, те ју је тешко сместити у конкретан временски след премда се зна да заузима место након догађаја из филма Капетан Америка: Грађански рат.
Пета сезона почиње отмицом Колсоновог тима. Они схватају да се налазе на свемирској станици Светионик која припада Кри раси у 2091. години. Тим покушава да се врати назад у своје време како би спречили след догађаја који ће изазвати смак света и покидати Земљу. Тим успева да победи генерала Талбота који упија сав гравитонијум у себе, али Кулсон умире услед интеракције са Гоуст Рајдером са краја четврте сезоне. Иако је финале пете сезоне садржало драматичан догађај са могућим трагичним исходом по Земљу, у серији се није појавио нико од Осветника. То је објашњено у једној од завршних епизода сезоне када веће ванземаљских народа најави да претња Земљи никако не може бити заустављена, што се односи на Таносову инвазију. Одсуство Осветника у борби за спас Земље изазвано је њиховом борбом на Титану, односно у Ваканди. Такође, путовање кроз време користећи монолит коси се са постулатима који су представљени у Крају игре.
Сезона шест почиње са новим лидером тима, Маком, чији тим је подељен у два табора: један део трага по свемиру за Фицом, док се други на Земљи бори против инвазивног народа. Они се срећу са тимом плаћеника, чији лидер Сарж, невероватно подсећа на Колсона. Шеста сезона не трпи последице настале након краја филма Осветници: Рат бескраја, а заузима место пре догађаја из филма Осветници: Крај игре. У седмој, последњој сезони, тим агената Шилда заједно са Колсоновим ЛМД-двојником скаче кроз време како би спречио групу Криникома да униште Шилд и од Земље направе своју нову домовину након уништења Кронике-3.

## Улоге
- Кларк Грег као Фил Колсон (сезоне 1-5)/ Сарж (сезона 6)

Агент Шилда смртно повређен током битке за Њујорк након чега је над њим извршен кријски експеримент те је враћен у живот. Након пада Шилда, Колсон постаје директор агенције и послове води у тајности. Након што кроз њега прође Дух освете Гоуст Рајдера, умире на крају пете сезоне ван екрана. У сезони шест, Кларк Грег се враћа у сталну глумачку поставу, играјући свемирског трговца и непријатеља тима, Саржа.
- Минг-На Вен као Мелинда Меј (сезона 1-)

Агент са посебним борбеним вештинама, пилот Буса и Зефира, са надимком коњица. Меј је пред почетак серије била удаљена од терена због инцидента током мисије у Бахреину, где је била принуђена да убије девојчицу која је имала моћ манипулације мислима.
- Брет Далтон као Грант Ворд (сезоне 1-3; специјални гост у сезони 4) и Хајв (сезона 3; специјални гост у сезони 5)

Двоструки агент Шилда и Хидре, усавршаван за тајне операције. Ворд се открива као кртица током прве сезоне, када се открива утицај који на њега има Џон Видовњак Герет. Кулсон убија Ворда током сезоне 3, али његово тело потом заузима Хајв. Остин Лион игра младог Ворда.
- Клои Бене као Дејзи Скај Џонсон/ Квејк (сезона 1-)

Представник расе појачаних, способна да производи сеизмичке таласе својим рукама. Почетком серије, Скај је хакер организације Надолазећа плима, али убрзо постаје агент. Почетком друге сезоне, она открива своје право порекло и добија моћи појачаних.
- Ијан де Кестекер као Лео Фиц/ Доктор (сезона 1-)

Агент Шилда, врхунски инжењер нарочито у програму наоружања, један од мозгова тима. У блиској је вези са својом колегиницом Џемом Симонс. Током боравка у Оквиру (сезона 4) Фиц испољава свој алтер-его, Доктора. У једној епизоди пете сезоне, Фиц поново пролази унутрашњу борбу са Доктором, пре него се венча са Симонсовом.
- Елизабет Хенстриџ као Џема Симонс (сезона 1-)

Биохемичар и анатом, како за људску тако и за ванземаљске расе. Током сезоне 3, лик Џеме Симонс је заробљен на месецу Мавет, где долази до интеракције са астронаутом ког касније заузима Хајв, чији је Мавет дом.
- Ник Блод као Ленс Хантер (сезона 2-3)

Агент Шилда, некадашњи трговац оружјем ког води освета према Гранту Ворду.
- Адријана Палицки као Боби Морс (сезона 2-3)

Агент Шилда и Хантерова бивша жена, коју је Ворд упуцао.
- Хенри Симонс као Алфредо Мак Макензи (сезона 2-)

Механичар Шилда који се придружује тиму у другој сезони. Породична трагедија која га је задесила приближава га Дејзи Џонсон и њих двоје постају најбољи пријатељи. Током сезоне 6, Мак је директор агенције.
- Лук Мичел као Линколн Кембел (сезона 2-3)

Љубавни интерес Дејзи Џонсон појачан могућношћу контроле електрицитета. У финалу треће сезоне, Мичел прави велику жртву како би поразили Хајва, што Џонсонову удаљава од тима.
- Џон Хана као Холден Редклиф (сезоне 3-4)

Врхунски научник-трансхуманиста који верује у супериорнију расу од homosapiensa уграђивањем модерних научних достигнућа у људе. Заједно са Фицом, творац је ЛМД робота, АИДА-е и Оквира (сезона 4).
- Наталија Кордова-Бакли као Елена Јо-Јо Родригез (сезона 3-)

Колумбијка појачана великом брзином покрета током једног откуцаја срца, након ког се враћа на место одакле је кренула. Родригезова представља Маков љубавни интерес кроз сезону 4 и 5, пре разласка везе пред сезону 6.
- Џеф Ворд као Дик Шо

Цинкарош из Светионика у 2091. години који путује са тимом у прошлост и остаје заглављен у садашњем времену. Дик је син ћерке Фица и Симонсове.